# Zastava Zambije
Zastava Zambije usvojena je 24. listopada 1964., a 1966. izvršene su manje izmjene.
Zelena boja predstavlja prirodne resurse, crvena borbu za neovisnost, crna narod, narančasta minerale i orao mogućnost naroda da se uzdigne iznad problema.